# Абая (озеро)
Абая, Абайя — безстічне озеро на півдні Ефіопії, в регіоні Народів та народностей півдня. Першовідкривачем озера для європейської науки був італійський дослідник Вітторіо Боттего. Він дав йому назву озеро Маргарита — на честь дружини короля Італії Умберто I, Маргарити Савойської.
На південно-західному березі озера розташоване місто Арба-Минч.